# Vetto
Vetto (emilián nyelven Vèt) település Olaszországban, Emilia-Romagna régióban, Reggio Emilia megyében. Lakosainak száma 1786 fő (2023. január 1.). Vetto Castelnovo ne’ Monti, Neviano degli Arduini, Palanzano, Canossa és Ventasso községekkel határos.

## Népesség
A település lakossága az elmúlt években az alábbi módon változott:
| Lakosok száma | 1854 | 1852 | 1786 |
|               | 2017 | 2018 | 2023 |